# Robert Reid (koszykarz)
Robert Keith Reid (ur. 30 sierpnia 1955 w Atlancie, zm. 20 lutego 2024 w Houston) – amerykański koszykarz, występujący na pozycjach obrońcy oraz skrzydłowego, trener koszykarski.

## Osiągnięcia
NBA
- 2-krotny finalista NBA (1981, 1986)[2]
- Zawodnik tygodnia (29.03.1981)[3]